# 怒首領蜂大往生
『怒首領蜂 大往生』（どどんぱち だいおうじょう）は2002年稼働開始のアーケードゲーム。開発元はケイブ、総発売元はエイエムアイ。2003年に発売されたPlayStation 2版（通常版・後述）には、「緋蜂」を倒すという究極のプレイが収められたDVDが付属し、それが人気の一助ともなった。
『怒首領蜂II』がケイブ以外の会社によって作られた事から、一般的にはこちらが『首領蜂』、『怒首領蜂』の正当な続編であると考えられている。ただし、ステージクリア時の背景イラストの一部に「DONPACHI EPISODE-4」とあることから、『怒首領蜂II』も『首領蜂』シリーズの1つ（『首領蜂』から数えて3作目）と位置づけられていることが窺える。
後述するブラックレーベルのタイトル画面が黒なのに対し、こちらは白である事から『白版』とも呼ばれるようになる。
中国語圏では『怒首領蜂大往生魂』が稼働している。こちらはイージーモードを実装している。

## ストーリー
1000年前、無人の機械兵器同士による世界大戦があった。当初は人類の代理戦争のはずだったが、やがて人の手でコントロール出来なくなるまでに拡大。全てを失った人類は、過ちを二度と繰り返すまいと、月にその兵器たちを封印する。
その後、人類に行えないことは全てロボットに任せられるほどに技術が再発展した。人々は平和を謳歌していたが、月において封印されていた機械兵団が復活、地球侵攻の動きを見せていることが確認され、国連軍は月の首都に向けて先制攻撃を仕掛ける。
プレイヤーは国連軍の戦闘員の一人となり、知性や感情を持つ兵器強化用人型機械「エレメントドール」らと協力して、再び行われる機械対機械の戦いへ身を投じることとなる。

### エレメントドール
作中で登場する女性型アンドロイドの総称で、ストーリーの通り制作時期、機能差、挙動などの違いを持つ。プレイヤーは以下のキャラと戦闘機に搭乗し、サポートを行ってもらう。選択したドールによってエンディングが変化する。エレメントドール自体の設定や、各キャラクターの説明、設定はゲーム関連雑誌やサウンドトラック付属の冊子、家庭用での公式サイト説明文など、詳細や裏設定、説明の部分的な変更がいくつか存在する。
声は『ゴシックは魔法乙女〜さっさと契約しなさい!〜』のコラボでの出演。
ショーティア
声 - 田中音緒
復興中期に製造されたエレメントドール。ロリータファッションに身を包む無口な性格。戦闘用に最適化されているため感情をほとんど表に出さない。本作のポスターでは戦闘機とともに欠損した状態で描かれている。
レイニャン
本作では最新型として登場しているエレメントドール。チャイナドレスやシニヨンを身につけている陽気な性格で、ショーティアやエクスイと比較しても感情的なのが特徴。元は介護用であったが、パイロットを守護すると言う目的に変換して戦闘用として転身。本作以降に制作された「怒首領蜂大復活 ver.1.5」では、自機として戦うモードが存在する。
エクスイ
復興以前の大戦時代に制作された古参のエレメントドール。ショートカットで露出度の高い軍服を身につけた姿だが、制作時期が時期なのか瞳が人造然としていたりと機械的な外観が目立つ。性能は戦局の分析・指示に特化した高性能なものであるが、パイロットの安全は考慮されておらず、パイロットへの対応も士官の如く厳しいものとなっている。
パイパー
Xbox 360版の特殊モードのみ選ぶことができる。
開発中であるプロトタイプの最新鋭エレメントドール。外観のコンセプトは「未来派ロリータ」で、他のエレメントドールと比較すると文字通りの小柄。性能は最新鋭だけあり優秀であるが、感情制御が開発途中であるため不安定で、笑顔を見せようとしても引きつったものになってしまう。

## 概要
「大往生」の名の通りシリーズの完結編とされていたが、後に『怒首領蜂 大復活』、『怒首領蜂最大往生』が発売されている。それぞれ直接のストーリー関係はないが、ステージ2後半やステージ3前半での前作へのオマージュ、最終ステージでの怒首領蜂キャラクターのゲスト出演などに前々作との繋がりを感じ取ることができる。なお、これら前3作とは違い、弾幕シューティングと高速弾シューティング両方の技術が同時に要求されるため、難易度は過去作と比べかなり上昇している。
ゲームシステムとしては前作よりもさらに派手な攻撃が可能となった「ハイパー」システムが特徴。上級者はミスせずに大量に使用することで、高い難度によるスリルと手応えを得られる。
また、弾幕系シューティングとしては異色ともいえる“速い弾”も特徴。これは本作で使用されたゲーム基板の性能が、当時リリースされた他社のそれに比べるとあまり良いとは言い難いものであり、画面上に「弾」を（弾幕系SHTとしては）多く表示できない、という制約を打開するための策であったが、転じて「この作品ならでは」という個性を与えることにつながり、いわゆる「ウリ（売り）」のひとつとなった。
音楽は『バトルガレッガ』やNMKのシューティングで知られる並木学が担当。

## システムとスコアボーナス
自機
自機の選択は前作および前々作から大きく変更され、3種類あったものが2種類へと削減されている。プレイヤーはまず以下の2種類のタイプから1つを選択する。
- Type A - 移動速度が速く前方集中型のショットを持つ
- Type B - 広範囲のワイドショットを持つが移動速度が遅い

タイプ選択後、以下の強化タイプの異なる3種類のエレメントドールを選択する。
- ショーティア - 『ショット強化』：通常ショットを強化。ボムが最初3個・最大6個と多く使えるため初心者向け。ただし、攻撃力不足のため2周クリアは困難。
- レイニャン - 『レーザー強化』：レーザーを強化。使えるボムは最初2個・最大4個。ショット使用時に旧作タイプAのようにオプションが回転する。総じて中級者向け、かつバランス仕様。
- エクスイ - 『エキスパート強化』：通常ショット・レーザーの両方を強化するが、使えるボムは最初1個・最大2個と少ない上級者仕様。

極少数のスコアラーの手により「同じ『コンボ全つなぎ』という条件であれば、緋蜂戦においてボムが多い分死を回避し易いレーザー強化の方がスコア的に有利」という理論により、レーザー強化でのパターン構築が研究され（これにはボス戦ではレーザーしか使わない=レーザー強化とエキスパート強化の差はボス戦以外しか無いというのもある）、最終的にはエキスパート強化を上回るスコアでのレーザー強化2周クリアが確認されている。また地道にパターンを構築し、スコア上の問題で誰にも評価されない両タイプショット強化での2周ALLも達成はされている。
ハイパー
敵機にレーザーを当てるか、蜂アイテムを取得することで画面上部のハイパーメーターが溜まり、上限まで達するとハイパーアイテムが1個出現する（例外的に1ボスの回転ビットを壊す事により1個、タイミングによっては2個のハイパーアイテムが出現する）。アイテムをとると自機の後部にストックされ、ボムボタンを押すことで発動することができる。複数個をストックしていた場合は、その全てを一度に消費する(効果は下記参照)。ストック数は最大5個まで（ストック後もゲージ自体も1本分は保持されるが、その間アイテムは出現しない）。
発動時には画面上の敵弾を消す効果があり、発動した瞬間からステージ道中では80フレーム、ボス戦中では120フレームの無敵時間が存在する。ハイパー使用中は自機の攻撃が強化される反面、ランクが上昇し敵の攻撃や弾速が激しくなるため、ボムの代わりとして使用する際には注意が必要である。また、使用したハイパーアイテムの個数に応じて攻撃力が向上し、ヒット数が増加・ヒットカウントの更新間隔が高速化する他、コンボゲージの減少が緩やかになりコンボが途切れにくくなる。
通常ボス戦中では登場せず、ゲージが溜まった瞬間に敵弾全消去だけ行われるが、特定の条件を満たした時のみ登場する。そのため4面ボスの1段階目をタイムアウトによる自爆で体力満タンのまま通過し、2段階目の歯車ビットにハイパーレーザーで撃ち込み→歯車ビットが出ていないときはショット停止&ハイパーアイテム回収を繰り返す事により、コンボカウンターが9999HITでカウンターストップする現象が起きる（内部的には10000HIT以上もカウントされていて、ボス撃破後の精算画面で途中からカウンターが回り始める。またブラックレーベルでは10000以上もカウントされるように修正済み）。
コンボボーナス
「怒首領蜂」とほぼ同じ内容である。ハイパー使用中は通常とは異なり、ハイパーによるヒット数増加部分に、コンボ累計得点の1/10が加算される。
蜂ボーナス
各ステージに10個隠れている蜂アイテムを取ると発生。取得すると、取得時のコンボ数×1,000点が加算される。なお、10個すべてをノーミスで取得した場合、最後の1個は得点がさらに2倍される。取ると同時にコンボ数に応じてハイパーゲージが上昇するため、ハイパーアイテムを早回しする際にはコンボを繋げた状態でとり続ける必要がある。

## ステージ構成
“大往生”のステージ構成は基本的に、ショット一発で倒せる敵と一発では倒せない硬い敵とが複雑に交錯するように現れ、それらの敵達が自機に対し得意の攻撃を駆使して激しい弾幕を張っていく、というもの。
大半の縦スクロールシューティング同様、地形トラップの類は（実質的に）無い。
すべてのステージにおいて途中で中ボスが登場する。この中ボスは一定時間が経過すると、たとえ倒せなかったとしても中ボスが退却したり自機がやりすごしたりするなどして、自動的に戦闘が終了する。
また、ステージの最後にはボスが登場するが、このうち5面のボスである最終鬼畜兵器・黄流の第二形態及び極殺兵器・緋蜂の二種は二周目にのみ登場する（後述のブラックレーベルでは一周目でも戦闘可能）。
| 面 | 解説 | 中ボス                                                    | ボス                                                                              | 使用曲（カッコ内は元ネタ） |
| -- | --- | --------------------------------------------------------- | --------------------------------------------------------------------------------- | -------------------------- |
| 1  | 月の首都・月華僑（ルナポリス）の上空が舞台。                                                                        | 環顎（カンガク）                                          | 大型制空戦闘機 凄駆（スザク）                                                     | 東亞（東亜プラン）         |
| 2  | かつてクレーター地帯だった湿地帯を進む。                                                                            | 雷爪（ライソウ）                                          | 局地用浮揚戦車 百虎（ビャッコ）                                                   | 彩虹（彩京）               |
| 3  | 月の上空（惑星でいう衛星軌道上）での戦闘。                                                                          | 空羅（クウラ）                                            | 軌道衛星防衛艦 厳武（ゲンブ）                                                     | 凄舞（セイブ開発）         |
| 4  | 月の坑道の中を突き進んでいく。                                                                                      | 神顎（シンガク）                                          | 局地用浮揚戦艦 逝流（セイリュウ）                                                 | 錯節（サクセス）           |
| 5  | 最終ステージ。前半は怒首領蜂の1面を思わせる地形になっており、後半は題名にふさわしい“蜂の巣”を模した地形が出てくる。 | 大型戦闘艦 雷光（ライコウ）、 大型爆撃艦 嵐光（ランコウ） | 最終鬼畜兵器 黄流（コウリュウ）第一形態、 同・第二形態、 極殺兵器・緋蜂（ヒバチ） | 胎慟（タイトー）           |

## 高難度の2周目
当作品には前作『怒首領蜂』同様、ノーコンティニューかつ2プレイヤーの参加なしで下記の条件のいずれかを満たした時のみ挑戦可能な2周目が存在する。
- ミス回数が2ミス以内
- ボム使用回数が3回以下
- 蜂アイテムパーフェクト（各ステージに存在する10個の蜂を全て回収し、かつ回収途中でミスしない）を3ステージ以上で達成

前作との大きな違いは、2周目の開始前に残機がスコアボーナスに変換され没収されてしまうことである。そのため2周目1面においては必然的に1ミスすると即ゲームオーバー、さらにコンティニューと乱入禁止という仕様となっている。2周目の最後に登場する真のラスボス「緋蜂」は前作の「火蜂」を上回る激しい攻撃をし、稼動開始から数ヶ月の間クリアを阻んだという。当作品の｢緋蜂｣は、現在でもシューティングゲーム史上の最高難度ボスの一つに数えられる。

## ブラックレーベル
2002年10月25日には、本作のバージョンアップ版である『怒首領蜂 大往生 ブラックレーベル』が発売された。そのタイトルの通り、ゲーム中でのタイトル画面が白基調から真っ黒になっている。プレイヤーのニーズに合わせ初期難度がやや落とされているのが大きな特徴で、またオリジナル版と同じ「2周モード」に加えて全5面でゲームクリアとなる「1周モード」を追加している他、プレイしやすさの追求のために細部が調整されている。ただし白版（オリジナル）に比べると出荷枚数は少なく、稼働から長時間経過した事より撤去も進み、半ばレア基板となっている。
ブラックレーベルの基板は起動キーがSRAMに保存されており、電池が一定電圧を下回るとSRAMのデータが消えてしまい起動が不可となりメーカー修理扱いとなる。これはオリジナル版の基板をブラックレーベルに改造される事を防止する為の措置と言われている。

## 移植版

### PlayStation 2版
2003年4月10日にはPlayStation 2版が発売されている。移植はアリカが担当。当PlayStation 2版では、単なる移植に留まらず、本作の2周クリアを達成したプレイヤー達の協力によってオリジナルのアーケード版の敵配置や操作感覚などを文字通りの完全移植することに尽力されている。
アーケード版同様にプレイできる「アーケードモード」に加え、様々な状況を設定してプレイできる練習用モード「シミュレーションモード」、高難度モードの「デスレーベル」を実装している。

#### デスレーベルモード
当作品のPlayStation 2版には「デスレーベル」というモードが追加されている。
この「デスレーベル」は、ステージ道中はなく各ステージのボス前から開始となる、いわゆる「ボスラッシュモード」である。1周目のボスの攻撃は通常モードの2周目のボスよりも遥かに激しく、見て避けられる攻撃が少ないことが特徴。従って、「面の開始時に降ってくる5個のハイパー」と「最大数が増加済みで、面毎にストックが回復するボム」を駆使してボスを倒すことになる。　
ただし、ハイパーとボムの存在のおかげで1周目の難易度はそれほど高くない。
また1周目をクリアすると無条件で2周目に突入となるが、このモードの2周目はほとんどのボスで1周目と攻撃こそ同じであるものの、以下の厳しい条件が追加されている。
- 残機没収
- 面クリア時のエクステンド無し
- 開幕時ハイパーアイテム供給停止
- 黄流までのボスはボムによるダメージを吸収し耐久力を回復する（ボム縛り）
- 2周目の最後に登場する「真・緋蜂-改」のみ、一部の攻撃が1周目の「緋蜂-改」と比べて弾数が2倍

つまり、ボスを倒す手段であったハイパーがなくなり、もう一つの手段であったボムも使用が制限された状態で、残機0のまま面を進んでいかなければならない仕様になっている。
その難易度は「人間にはクリア不可能」とされるほど高く、インターネット上でクリア達成報告をする者が初めて現れたのも、PS2版の発売から7年5ヶ月経った2010年9月18日のことだった。2024年現在でも、クリア者は5名しか確認されていない。尚、1周目をクリアした際には前作『怒首領蜂』の登場人物である「シュバルリッツ・ロンゲーナ大佐」らしき人物がゲスト出演するというサービスもある(当作品アーケード版には登場しない)。

### Xbox 360版（ブラックレーベルEXTRA）
2009年2月19日にXbox 360移植版『怒首領蜂 大往生 ブラックレーベルEXTRA』が発売された。『怒首領蜂 大往生 ブラックレーベル』の移植であり、『怒首領蜂 大往生』も同時収録。
移植、発売は5pb.が担当、担当プロデューサーはさかりまさき、下記に記されている騒動後よりアリカの三原一郎が引き継いだ。開発はアクアシステム。

#### 特有のオリジナル要素
Xモード
アーケード版の移植に加えて、Xbox 360版オリジナルモードが追加される。Ver1.8にアップデートされた際、初めから選択することが可能になっている。1周のみで緋蜂が登場する。
変更点は以下の通り。
- 敵配置が初心者向けに簡単になる
- 新エレメントドール『パイパー』が追加。
  - ショットとレーザーが常時ハイパーモードの性能、かつ最大パワーアップ状態で猛攻が可能。
  - ハイパーアイテム使用時の弾消し付与と、アイテム数に応じた威力の上昇も併せて攻撃力やヒット数上昇速度が非常に高くなる。
  - 代わりにボムが一切使用できず、ボムアイテムの取得でもストックされない。エクスイと同じく上級者向け。
- ハイパーでのショットおよびレーザーで敵弾消去が可能（消去付加時は、オリジナルに比べてコントラストが反転し、それに沿う形で色が緑・黒がかったものに変化）。消去した敵弾もコンボの対象になるため、使用中の敵ランク強化でさらにコンボを稼ぐことが可能。レーザーのオーラにも付加されるため、レーザー使用時は敵弾に対して無敵になる。ただし、緋蜂の一部の弾幕のみ消去不可。エレメントドールによって消去条件が異なる
  - ショーティア - ショットのみ
  - レイニャン - レーザーのみ(オーラ部分含む)
  - エクスイ - 両方に対応。ただし、ハイパーアイテム2個以上使用が条件（1個では普通のハイパー）
  - パイパー - 両方に対応。ただし、（アイテム使用による）ハイパーモードの時間が他よりも短い
- 敵弾に接触すると発動するオートボム機能の追加。ショーティアおよびレイニャン選択時に適用される（レイニャンのみボムが最大の時に発動可能）。
- アーケード版のエレメントドールのエンディング内容に、若干の変更点・追加点が加えられている。また、出撃時の台詞が可読状態になっている。

オンラインランキング
Xbox Liveに対応しており、世界中のプレイヤーとランキングを競い合うことが可能。
リプレイ機能
自分のプレイを保存し鑑賞することが可能。
その他
ギャラリーモードで、開発資料のイラストなどが閲覧できる。
プレイ中のBGMに、アーケード版のモノラル、家庭用のステレオ、Xモード用アレンジ曲が選択可能。
マーケットプレースではアイコン、テーマといったダウンロードコンテンツを配布。
Xbox 360の実績システムに対応している。

#### ブラックレーベルEXTRAのトラブル
発売日は当初は2008年12月25日とされていたが、完成の遅れを理由に2009年2月19日に延期された。にもかかわらず、「oldモード2周目でフリーズする」「リプレイが正常に再生されないことがある」等のバグや、「起動からゲーム開始までローディングに2分かかる」「メニューで階層移動するときにも場所により10秒ローディングがある」等の不備が見つかっており、5pb.は2009年3月27日に「今後の出荷を中止する」と発表した。 5pb.は不具合に対してタイトルアップデートで対応する事を雑誌で発表した。
2009年6月19日、5pb.のサイトにて、開発会社アクアシステムが、ケイブ・アリカが著作権を有するPS2版『怒首領蜂 大往生』のプログラムソースコードを無断で複製し、意図的に改竄しながら本作品を製作していた事実が公表された。ゲーム発売後、ケイブ・アリカから事実確認の要請を受け調査したことで明らかになったという。この著作権侵害問題について5pb.は謝罪するとともに、二度とこのような事態が起きないように管理体制を見直すとした。
2009年6月20日、アリカ副社長である三原のブログサイトMihara's sub Layerにて、一部状況説明が行われ、その中でアリカ主導で修正版が作られることが告知された。移植の際にデザインのリファインを担当した井上淳哉も6月8日に本件についての書き込みを残していた。
その後しばらく音沙汰の無い状態が続いていたが、2011年1月19日にようやくタイトルアップデート（Ver1.8）が行われ、問題視されていた致命的なバグを始め、その他細かい部分も含め大量の修正・変更が施された。

### フィーチャーフォン版
2003年、主にNTTドコモのフィーチャーフォン用アプリケーション（iアプリ）を配信していたサイト「ゲーセン横丁」にて、本作の移植版が配信された。当時の携帯電話のスペックは完全移植が出来るほどではなく、容量的にも全ステージを1アプリ内に収録出来なかったため前後編に分割してのリリース。原作の雰囲気を出来るだけ再現しようと努めたものになっている。
その後、2005年には携帯電話機のスペック向上に合わせてグラフィック・サウンドをもう少しブラッシュアップし全編を1アプリ化した版を『怒首領蜂大往生DX』 というタイトルでリリースしている。
また、ボス戦に限定した「弾幕検定死験 大往生編」が2006年に配信。
2021年にはジー・モード社が、往時のフィーチャーフォンアプリゲーム群をNintendo Switch用ソフトとして移植するシリーズ「G-MODEアーカイブス+」の1作として、『DX』版を2021年5月20日にリリース。弾幕検定死験シリーズもリリースが告知されており、大往生編は同年7月8日にリリース。

### iPhone版
2012年より配信。旧バージョン（白レーベル版）の移植。下記の追加機能により、初心者にも非常に遊びやすくなっている。
- オートボム・オートハイパー搭載（設定でオン・オフ可能）。
- 難度は、アーケード難度と同様のHELLの他、より簡単なNOVICE、NORMAL、HARDから選択可能。
- 有料アドインにより、2周目に確実に行ける、自機の当たり判定を小さくするなどのカスタマイズが可能。

後に、より高解像度になったHD版も別途に配信されている。

### エムツーショットトリガーズ版
「怒首領蜂大往生 臨廻転生」は、M2が2023年12月7日に発売したNintendo Switch、PlayStation 4用のソフトであり、アーケード版の「白版」、「ブラックレーベル」に加え、海外稼働版の「怒首領蜂III」が初収録。ショットトリガー版のオリジナルモードとして「スーパーイージー」「アーケードチャレンジ」や、スタンプラリー形式で行う短編集モード「ルナツアー」、エレメントドール毎の特徴に合わせて異なるシステムでプレイする「アレンジモード（S、L、EXの3種類）」が搭載されている。
スーパーイージーモード
敵弾数の多さ・弾速を軽減し、難易度を下げ遊びやすくしたモード。ブラックレーベルの1周モード同様全5面構成となり、最終ボスの黄龍第一形態を倒した後にそのまま第二形態及び緋蜂戦に移行する。
さらに被弾時のオートボム・オートハイパーが有効なほか、ハイパーゲージが最大になるとアイテム化せず自動でハイパーを取得する。
アレンジモード
各エレメントドール専用にアレンジが施されたゲームモード。ブラックレーベル準拠の1周エンドとなっている。
アレンジS - ショーティア専用モード
ショットが常にハイパーになる代わりに、レーザーやボムが使えない。
中型機や大型機にショットを当て続けると『輪廻ゲージ』が上昇し、ゲージが最大の状態で敵機を破壊するとボーナスのスコアアイテムが獲得できる。
スコア累積のほか中ボス・ボスの撃破によってもエクステンドするため、通常モードよりも残機が増えやすい。しかし敵弾の速度が残機数に比例して速くなるため、大量の残機を維持し続けるのは難しい。
アレンジL - レイニャン専用モード
常時フルパワーアップ状態、オートボム・オートハイパーが有効化、さらにレーザーが『転生レーザー』になる。
転生レーザーを中型機や大型機に当て続けると『転生ゲージ』が上昇、ゲージが最大の状態で敵機を破壊すると弾消し効果が発動し、画面上の敵弾全てがスコアアイテムになる。
アレンジEX - エクスイ専用モード
最初から2周目相当の難易度かつ、コンテニュー不可。
その代わり、アレンジSの中ボス・ボス撃破によるエクステンドや、アレンジLの常時フルパワーアップ状態、転生レーザーによる弾消し、オートボム・オートハイパーが有効化されているほか、ハイパーゲージの増加量が3倍になり、ハイパーがアイテム化せず自動で取得されるようになる。
アーケードチャレンジ
アーケード版（白版）をステージ単位や、さらに細分化されたミニエリア単位でプレイすることができる練習用モード。
ミスをすると自動でリワインド（巻き戻し）機能が実行され、ミスから数秒間戻した時点からのリスタートとなる。ミス判定は被弾のほか蜂アイテムの取り逃しやコンボの消滅を対象にすることも可能。
ルナツアー
アーケードチャレンジ同様のミニエリア単位で挑戦する短編集モード。
ミニエリアをクリアすると次のエリアにレベルを1上げて挑戦する（NORMAL）か、レベルを5上げて挑戦する（HARD）かを選択する。また、1ミスすると失敗となり、レベルを5下げてやり直す（NORMAL）か、レベルを10下げてやり直す（HARD）かを選択する。レベルの最低値は1、最大値は25。
コースはスーパーイージーが基の「カジュアルコース」、アレンジモードが基の「アレンジコース」、アーケード白版が基の「ハードコアコース」の3種類に対し、それぞれ機体とエレメントドールとの組み合わせで計18コースとなっている。進行状態及び難易度は各コース毎に保存される。
一部ゲームモードでは、キービジュアル担当の井上淳哉デザイン版に加え、原作デザイナーである佐藤尚平が描き起こした新規ビジュアル版を選択可能。BGMはモノラル版、ステレオ版（新規）、スーパースィープによるアレンジ版が実装されている。

#### 開発（輪廻転生）
この作品は、エムツーが手掛けたPlayStation 4版『ケツイ〜絆地獄たち〜』の移植度にケイブの池田恒基が感銘し、オリジナル版の『怒首領蜂大往生』も遊べるようにしてほしいと相談したことがきっかけで生まれた。アーケード版を遊び続ける者が多いと同時に現行機への移植も望まれていた分、調整や強化に時間がかかり、テストプレイには遊びこんだプレイヤーも参加した。

## 開発
ケイブのアーケードゲーム事業は受託開発体制であり、『プロギアの嵐』の開発終了辺りから他社からの開発依頼が来なくなり、当時のケイブの心境はリスクを負いたくない側面が強くなり自社開発でアーケードのSTGを手掛ける考えが無かったが『怒首領蜂II』の稼働によって「結構な枚数が売れている」との報告が入ったことから当時の社長の高野から負担をかけた上で自社開発のゲームをやってもらう事の話が上がり、本格的に始まった。
開発にあたっての当時の開発ルールは開発期間が6カ月、基板はIGS社製の基板、開発者が6人の体制で行われたが直後に井上が退社したことで、混乱状態になり、急遽高野が参加することとなった。
ストーリーの設定は当初から予定しておらず、後付で担当することとなった佐藤尚平が、井上と相談した際に世界設定にオーダーを出した。
ステージの数が5つ、蜂アイテムの数が10個のバランスを取ったのは6カ月の限られた期間が厳しく、ステージを作る範囲が狭く、蜂アイテムはキリがギリギリの範囲で出した。
解像度の設定は224x448であり、落とし込んだ経緯は一度に320x240ピクセルで作った画面を640x480ピクセルに拡大し、3:4になる事を想定し描きこんでから基板の比率に圧縮して検証を繰り返した。結果の画面は縮小しても解像度が上がってるように見えるようになる。高解像度の元データが存在する3Dモデルはレンダリングに取り込むのは大変で想定より潰れてしまい苦労したという。
世界観の設定はアジアンテイストになった理由は佐藤尚平は中華街が好きで行くことが多かったことから「アジアンテイストのあるスチームパンクをベースに少しサイバーパンクへ寄せたものをデザインしていきませんか?」とチーフに提案した。当時のシューティングゲームの世界観は退廃的なものやディストピア感が多く、ユーザーの間で、難しいゲームの印象を高めてしまった事から高野は「暗くするな」と忠告し、佐藤のダメ出しでアジアンテイストの採用に至った。
タイトル名の『大往生』の由来は池田が社長にサブタイトルの提案を出したことから会議が開かれ、当初は若林が考案した「怒首領蜂 墓場」と「怒首領蜂 哀」、「さらば、うるわしき怒首領蜂」の候補が上がったが時間が限られていたため、池田は怒首領蜂の制作を最後にする気持ちが強くなり、最後の意味を込めて佐藤尚平が考案した『大往生』に決まった。それを見た社長は「何、この名前?」と唖然とし、販売会社に伝えても「は?」みたいなリアクションを取り理解を得られなかった。
苦労した点は「怒首領蜂」と「大往生」の文字は別々に書いたが当初の明確なイメージが無く、「生」の最初の払いの部分を伸ばして癖を出したが普通にしてくださいの要望が出てイラついた。文字のイメージは最荒々しいお酒のラベルのイメージ。
『大往生』の名前を即決した理由は池田は続編物を作るのを否定し、新しいコンテンツを生み出し続ける当時の方針を強く持ってるとの事。
敵デザインの3Dモデルは『エスプレイド』の経験はあったがボスデザインや敵デザインを行ったのは本作が初めてだと若林は述べてる。ボスの個性は元の『怒首領蜂』をある程度踏襲しようと決まっており、スチームパンクを軸にレトロフューチャー調になるように心掛けた。最初に黄流は蜂にしようと終着点を決めて、そこから作り始める。
2週目は当初の予定は無かった。開発期間の都合で弾数を増やす作業が難しくなるため断念するはずだったが、テストプレイヤーから2週目の無い怒首領蜂は販売を認めない旨の抗議が出たことから1週間以内で導入した。

## トピックス
セガの音楽ゲーム「オンゲキ SUMMER」に本作の最終ボス「緋蜂」のBGMが収録されている。また、「オンゲキ R.E.D.」では本作の1面BGM「東亞」が「東亞 -O.N.G.E.K.I. MIX-」として収録された。こちらは機体・エレメントドール選択時のBGM「霧警」から1面BGM「東亞」、ボスのBGM「焚身」にステージクリアBGM「獲者」と1面クリアまでのメドレーとなっており、譜面作成者の名義も本作のステージ名をもじった「清雅(セガ)」になっている。(現在は両方削除済み)